# Celzjusz
Celzjusz – imię pochodzenia łacińskiego, powstałe od nazwy rzymskiego rodu Celsus, „wysoki, wyniosły”; cognomen rzymskie: Celsus, „ten, który powinien zostać podwyższony”. Może to być również zlatynizowana forma imienia celtyckiego Cellach (Kellach).
Wśród patronów św. Celsus, męczennik z I wieku, i św. Kelsos z IV wieku.
Celzjusz imieniny obchodzi 1 kwietnia, 10 maja i 28 lipca.

## Odpowiedniki w innych językach
- irl. Cellach
- fr. Celse
- gr. Κέλσος (Kelsos)
- wł. Celso

## Imiennicy
- Cellach z Armagh, irlandzki biskup.
- Kelsos, grecko-rzymski filozof, znany z krytyki chrześcijaństwa.
- św. Celsus, męczennik.
- św. Kelsos, męczennik.